# 新奧林達 (帕拉伊巴州)
新奧林達（葡萄牙語：Nova Olinda），是巴西的城鎮，位於該國東北部，由帕拉伊巴州負責管轄，始建於1961年12月22日，面積84.2平方公里，海拔高度350米，2010年人口6,070，人口密度每平方公里72.04人。